# Euphorbe des estuaires
Euphorbia portlandica
Espèce
Classification phylogénétique
L'euphorbe des estuaires (Euphorbia portlandica) est une plante herbacée de la famille des Euphorbiacées. Elle pousse au bord de la mer sur la façade atlantique.

## Description
C'est une plante moyenne, gris bleuté, assez ramifiée. Elle se distingue de l'euphorbe maritime notamment par ses feuilles plus allongées.

## Caractéristiques
Organes reproducteurs

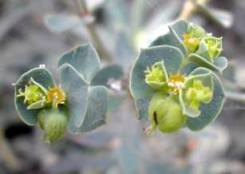
Fleurs

- Couleur dominante des fleurs : jaune
- Période de floraison : juin-août
- Inflorescence : cyathe
- Sexualité : monoïque
- Pollinisation : entomogame

Graine
- Fruit : capsule
- Dissémination : myrmécochore

Habitat et répartition
- Habitat type : pelouses sabulicoles européennes, maritimes, calcicoles
- Aire de répartition : atlantique

Données d’après: Julve, Ph., 1998 ff. - Baseflor. Index botanique, écologique et chorologique de la flore de France. Version : 23 avril 2004. 